# Alberto Fujimori
Alberto Kenya Fujimori (藤森 謙也, Fujimori Ken'ya) (Lima, 28 de julho de 1938 – Lima, 11 de setembro de 2024) foi um político de origem nipo-peruana que serviu como Presidente do Peru de 28 de julho de 1990 a 22 de novembro de 2000. Descrito como um ditador, ele permanece como uma figura controversa na política peruana; seu governo é creditado com a criação da ideologia conhecida como "Fujimorismo", a derrota da insurgência do grupo Sendero Luminoso e a restauração da estabilidade macroeconômica do Peru, embora sua presidência tenha se encerrado quando fugiu após ter sido descoberto um enorme escândalo de corrupção, no mesmo período que denúncias de abusos de direitos humanos emergiram. Mesmo no meio de um processo judicial, em 2008, por crimes contra a humanidade perpetrados durante seu regime, a maioria dos peruanos aprovava o trabalho que Fujimori tinha feito na presidência.
Peruano de ascendência japonesa, Fujimori tomou refúgio no Japão quando as acusações de corrupção se acumularam contra ele em 2000. Ao chegar ao Japão, ele tentou renunciar à presidência via fax, mas sua renúncia foi rejeitada pelo Congresso, que preferiu removê-lo do cargo através de um processo de impeachment, aprovado por 62 votos a 9. Procurado no Peru sob a acusação de corrupção e abusos dos direitos humanos, Fujimori manteve um exílio autoimposto até sua prisão durante uma visita ao Chile, em novembro de 2005. Ele foi extraditado para enfrentar acusações criminais no Peru em 22 de setembro de 2007. Em dezembro de 2007, Fujimori foi condenado por ordenar busca e apreensão ilegais e acabou sentenciado a seis anos de prisão por isso. A Suprema Corte manteve a condenação durante a apelação. Em abril de 2009, Fujimori foi condenado por violações dos direitos humanos e sentenciado a 25 anos de prisão pelos sequestros e assassinatos feitos pelo esquadrão da morte conhecido como "Grupo Colina", que lutou contra guerrilhas de esquerda na década de 1990. O veredito, entregue por um painel de três juízes, marcou a primeira vez que um Chefe de Estado eleito foi extraditado para seu país, julgado e condenado por violações de direitos humanos. Fujimori foi especificamente considerado culpado de assassinato, lesão corporal e dois casos de sequestro.

## Início de vida e início de carreira
De acordo com registros do governo, Fujimori nasceu em 28 de julho de 1938, em Miraflores, distrito de Lima. Seus pais, Naoichi Fujimori e Mutsue Inomoto, eram naturais de Kumamoto, Japão, que migraram para o Peru em 1934.
Em julho de 1997, a revista de notícias Caretas alegou que Fujimori havia realmente nascido no Japão, na cidade natal de seu pai, Kawachi, província de Kumamoto. Como a Constituição do Peru exige que o presidente tenha nascido no Peru, isso teria tornado Fujimori inelegível para ser presidente. A revista, que havia sido processada por difamação por Vladimiro Montesinos sete anos antes, informou que os certificados de nascimento e batismo de Fujimori poderiam ter sido alterados. Caretas também alegou que a mãe de Fujimori declarou ter dois filhos quando ela entrou no Peru; Fujimori é o segundo de quatro filhos. As disputas de Caretas foram muito contestadas na mídia peruana; a revista Sí, por exemplo, descreveu as alegações como "patéticas" e "uma página escura para o jornalismo [peruano]". Os estudiosos latino-americanos Cynthia McClintock e Fabián Vallas observam que a questão parecia ter morrido entre os peruanos depois que o governo japonês anunciou em 2000 que "os pais de Fujimori haviam registrado seu nascimento no consulado japonês em Lima". O governo japonês determinou que ele também era um cidadão japonês por causa do registro de seus pais.
Fujimori obteve sua educação inicial no Colegio Nuestra Señora de la Merced e la Rectora. Os pais de Fujimori eram budistas, mas ele foi batizado e criado católico romano. Enquanto falava principalmente japonês em casa, Fujimori também aprendeu a se tornar um proficiente falante de espanhol durante seus anos na escola. Em 1956, Fujimori formou-se na Gran Unidad Escolar Alfonso Ugarte, em Lima.
Cursou graduação na Universidade Nacional Agraria La Molina em 1957, graduando-se em 1961 pela primeira vez em sua classe como engenheiro agrônomo. No ano seguinte, ele lecionou matemática na universidade. Em 1964 foi estudar física na Universidade de Estrasburgo, na França. Com uma Bolsa Ford, Fujimori também estudou na Universidade de Wisconsin-Milwaukee nos Estados Unidos, onde obteve seu mestrado em matemática em 1969.
Em 1974, casou-se com Susana Higuchi, também nipo-peruana. Eles tiveram quatro filhos, incluindo uma filha, Keiko, e um filho, Kenji, que mais tarde seguiriam seu pai para a política.
Em reconhecimento às suas conquistas acadêmicas, a faculdade de ciências da Universidad Nacional Agraria ofereceu a Fujimori a reitoria e, em 1984, nomeou-o para a reitoria da universidade, que ocupou até 1989. Em 1987, Fujimori também tornou-se presidente da Comissão Nacional dos Reitores universitários peruanos (Asemblea Nacional de Reitores), cargo que ocupou duas vezes. Ele também apresentou um programa de TV chamado "Concertando" de 1988 a 1989, na rede estatal peruana, Canal 7.

## Presidência

### Primeiro mandato
Fujimori venceu a eleição presidencial de 1990 como um candidato desconhecido sob a bandeira de Cambio 90 ("cambio" significa "mudança") derrotando o escritor de renome mundial Mario Vargas Llosa em uma surpreendente virada. Ele capitalizou um profundo desencanto com o ex-presidente Alan García e o partido da Aliança Popular Revolucionária Americana (APRA). Ele explorou a desconfiança popular da identificação de Vargas Llosa com o estabelecimento político peruano existente, e a incerteza sobre seus planos para reformas económicas neoliberais.
Durante a campanha, Fujimori foi apelidado de El Chino, que se traduz aproximadamente para "chinês"; é comum que pessoas de qualquer descendência da Ásia Oriental sejam chamadas de Chino no Peru, como em outros lugares da América Latina espanhola, tanto de forma depreciativa quanto carinhosa. Embora ele seja de origem japonesa, Fujimori sugeriu que ele estava sempre feliz com o termo, que percebeu como um termo de afeto. Com sua vitória eleitoral, tornou-se apenas a quarta pessoa de ascendência da Ásia Oriental a se tornar líder de uma nação latino-americana, depois de Fulgencio Batista (descendência variada) de Cuba, de Arthur Chung da Guiana e Henk Chin A Sen do Suriname,e o terceiro da América do Sul, depois desses 2 últimos.

#### Fujishock
Durante seu primeiro mandato, Fujimori promulgou amplas reformas neoliberais, conhecidas como ''Fujishock''. Durante a presidência de Alan García, a economia entrou em um período de hiperinflação e o sistema político estava em crise devido ao conflito interno do país, deixando o Peru em "caos econômico e político". Era o objetivo declarado de Fujimori de pacificar a nação e restaurar o equilíbrio econômico. Este programa tinha pouca semelhança com sua plataforma de campanha e era de fato mais drástico do que qualquer coisa que Vargas Llosa havia proposto. No entanto, o ''Fujishock'' conseguiu restaurar o Peru para a economia global, embora não sem custo social imediato.
A iniciativa de Fujimori flexibilizou os controles de preços do setor privado, reduziu drasticamente os subsídios e o emprego do governo, eliminou todos os controles cambiais e também reduziu as restrições ao investimento, às importações e ao capital. As tarifas foram radicalmente simplificadas, o salário mínimo quadruplicou imediatamente, e o governo estabeleceu um fundo de ajuda à pobreza de US$ 400 milhões. Este último parecia antecipar a agonia econômica que estava por vir: o preço da eletricidade quintuplicou, os preços da água subiram oito vezes e os preços da gasolina 3 000%.
No entanto, muitos não atribuem o ''Fujishock'' a Fujimori. Na década de 1980, o FMI criou um plano para as economias sul-americanas chamado Consenso de Washington. O documento, escrito por John Williamson em 1990, consiste em dez medidas que levariam a uma política econômica saudável. Sob pressão do Fundo Monetário Internacional (FMI), o governo peruano deveria seguir as diretrizes estabelecidas pela comunidade financeira internacional. Os dez pontos foram disciplina fiscal, reordenação dos gastos públicos, reforma tributária (ampliação), liberalização das taxas de juros, estabelecimento de taxa de câmbio competitiva, liberalização comercial, liberalização do investimento estrangeiro direto, privatização, desregulamentação da entrada de barreiras, saída, normas de segurança, preços regidos e estabelecimento de direitos de propriedade para o setor informal.
O FMI estava satisfeito com as medidas do governo peruano e garantiu financiamento de empréstimos para o Peru. A inflação rapidamente começou a cair e o capital do investimento estrangeiro inundou. A campanha de privatização envolveu a venda de centenas de empresas estatais, e a substituição da moeda problemática do país, o Inti, pelo Nuevo Sol. O ''Fujishock'' restaurou a estabilidade macroeconômica da economia e desencadeou uma considerável retomada econômica de longo prazo em meados da década de 1990. Em 1994, a economia peruana cresceu a uma taxa de 12,3%, mais rápida do que qualquer outra economia do mundo.

#### Autogolpe de 1992
Em 5 de abril de 1992, Fujimori dissolveu o Congresso, fechou o Poder Judiciário, o Ministério Público, o Tribunal Constitucional e o Conselho da Magistratura, em colaboração com as Forças Armadas consolidou o poder tornando-se o ditador. Fujimori foi criticado fortemente por seu estilo de governo, sendo qualificado como autoritário, em especial depois do chamado "Autogolpe de 1992".
Em 12 de setembro de 1992, Fujimori capturou o líder do grupo armado maoísta Sendero Luminoso, Abimael Guzmán. Entre 1996 e 1997, Fujimori também enfrentou o sequestro de várias autoridades na embaixada japonesa em Lima, por integrantes do grupo armado marxista Movimento Revolucionário Túpac Amaru, culminando na ação de tomada da embaixada e morte dos membros do grupo, entre os quais o líder, Néstor Cerpa.
Seu governo, após as medidas antidemocráticas, é regularmente considerado uma ditadura de fato e Fujimori é constantemente mencionado como "ex-ditador". Ele foi acusado de perseguir, sequestrar e matar opositores com o aparato militar e uma rede de veículos de imprensa sensacionalistas, além de ter organizado a esterilização sem consentimento de mais de 300 mil mulheres, a maioria indígenas e pobres, com auxílio dos EUA.
Fujimori é o pai de Keiko Fujimori, ex-congressista peruana, que se candidatou e perdeu as eleições presidenciais de 2011, 2016 e 2021.

#### Período autoritário
Com a FREDEMO dissolvida e o líder da APRA, Alan García, exilado na Colômbia, Fujimori procurou legitimar sua posição. Ele convocou eleições para um Congresso Constitucional Democrático, para servir como legislatura e como assembleia constituinte. A APRA e a Ação Popular tentaram um boicote a esta eleição, mas o Partido Popular Cristão (PPC, não confundir com PCP, Partido Comunista do Peru, ou "Partido Comunista Peruano") e muitos partidos de esquerda participaram desta eleição. Os partidários de Fujimori conquistaram a maioria dos assentos neste órgão, e elaboraram uma nova constituição em 1993. Em um referendo, o golpe e a Constituição de 1993 foram aprovados por uma margem estreita de menos de 5%.
Em 13 de novembro de 1993, o General Jaime Salinas liderou um golpe militar fracassado. Salinas afirmou que suas intenções eram entregar Fujimori para ser julgado por violar a constituição peruana.
Em 1994, Fujimori se separou de sua esposa Susana Higuchi, retirando-lhe formalmente o título de primeira-dama e nomeando a filha mais velha primeira-dama em seu lugar. Higuchi denunciou publicamente Fujimori como um "tirano" e alegou que seu governo era corrupto. Divorciaram-se formalmente em 1995.
No primeiro mandato de Fujimori, mais de 3 000 peruanos foram mortos em assassinatos políticos.

### Segundo mandato
A Constituição de 1993 permitiu que Fujimori concorresse a um segundo mandato, e em abril de 1995, no auge de sua popularidade, Fujimori facilmente ganhou a reeleição com quase dois terços dos votos. Seu principal adversário, o ex-secretário-geral da ONU Javier Pérez de Cuéllar, conquistou apenas 21% dos votos. Os partidários de Fujimori conquistaram uma maioria confortável no congresso recém-unicameral. Um dos primeiros atos do novo congresso foi declarar anistia para todos os membros do exército ou policial peruano acusados ou condenados por abusos de direitos humanos entre 1980 e 1995.
Durante seu segundo mandato, Fujimori, juntamente com o presidente equatoriano Sixto Durán Ballén, assinaram um acordo de paz com o Equador sobre uma disputa fronteiriça que se arrastava há mais de meio século. O tratado permitiu que os dois países obtenham fundos internacionais para o desenvolvimento da região fronteiriça. Fujimori também resolveu algumas questões com o Chile, vizinho do sul do Peru, que não havia sido resolvido desde o Tratado de Lima de 1929.
A eleição de 1995 foi o ponto de virada na carreira de Fujimori. Os peruanos começaram a se preocupar mais com a liberdade de expressão e com a imprensa. No entanto, antes de ser empossado para um segundo mandato, Fujimori destituiu duas universidades de sua autonomia e reembaralhou o conselho eleitoral nacional. Isso levou seus oponentes a chamá-lo de "Chinochet", uma referência ao seu apelido anterior e ao ditador chileno Augusto Pinochet. Modelando seu governo após Pinochet, Fujimori teria gostado desse apelido.
De acordo com uma pesquisa da Empresa Peruana de Pesquisa e Marketing realizada em 1997, 40,6% dos moradores de Lima consideravam o presidente Fujimori um autoritário.
Além do destino da democracia sob Fujimori, os peruanos estavam cada vez mais interessados nas inúmeras alegações de criminalidade que envolviam Fujimori e seu chefe do Serviço Nacional de Inteligência (SIN), Vladimiro Montesinos. Usando o SIN, Fujimori ganhou o controle da maioria das forças armadas, com o Financial Times afirmando que "nenhum outro país da América Latina tinha tanto controle sobre as forças armadas".

## Após a presidência
Em julho de 2009, Fujimori foi condenado a sete anos e meio de prisão por apropriação indébita depois que ele admitiu ter dado US$ 15 milhões do tesouro peruano para o seu chefe do serviço de inteligência, Vladimiro Montesinos. Dois meses mais tarde, ele se declarou culpado em um quarto julgamento de suborno e recebeu uma pena adicional de seis anos. A organização Transparência Internacional considerou o dinheiro desviado por Fujimori como a sétima maior quantidade ilegalmente apropriada por um chefe de governo ativo entre 1984-2004. De acordo com a lei peruana, todas as sentenças deveriam ser executadas simultaneamente; assim, a duração máxima da prisão permaneceu 25 anos.
Em dezembro de 2017, o Presidente Pedro Pablo Kuczynski emitiu um perdão, citando razões humanitárias, a Fujimori (que na época tinha 79 anos). O perdão foi derrubado pela Suprema Corte do país em 3 de outubro de 2018 e foi ordenado que Fujimori voltasse para a cadeia. Em 23 de janeiro de 2019, Fujimori retornou para a prisão para cumprir o resto de sua pena, com seu perdão sendo formalmente anulado três semanas depois, em 13 de fevereiro de 2019.
Em 17 de março de 2022, foi liberado de sua sentença graças ao habeas corpus apresentado pelo advogado Gregorio Parco Alarcón e declarado procedente pelo Tribunal Constitucional. Fujimori foi libertado em 6 de dezembro de 2023, na sequência de uma ordem do Tribunal Constitucional do Peru.
Em maio de 2024, revelou que um tumor havia sido detectado em sua língua. Em 11 de setembro de 2024, morreu na casa de sua filha, em Lima, onde recebia tratamentos contra o câncer.

## Escândalos e renúncia
Durante os últimos meses do ano de 2000, Fujimori foi encurralado por uma série de escândalos em seu governo. Perante estes fatos, saiu do Peru na qualidade de presidente para assistir à convenção da APEC, em Brunei, de onde depois viajou para o Japão, onde renunciou à presidência e pediu asilo político. No dia 12 de dezembro de 2007 foi condenado a seis anos de prisão pela revista ilegal da casa da mulher de seu ex-assessor Vladimiro Montesinos. A sentença, ditada pelo juiz Pedro Urbina, também obrigou o ex-governante a pagar 400 mil novos sóis (133 000 dólares) como reparação civil ao Estado. Além disso, o condenado ficou impedido de exercer cargos públicos por dois anos.
Mesmo quando preso, a figura de Fujimori permaneceu na política através de seus filhos Kenji, eleito deputado em 2016, e Keiko, que foi candidata à Presidência da República em 2011, 2016, e 2021.
Foi solto no final de 2017, devido ao seu estado de saúde. Em 2019, o indulto foi anulado, porém, em dezembro de 2023, o Tribunal Constitucional do Peru ordenou sua libertação tendo em vista a idade avançada e os problemas de saúde de Fujimori.